# 南大東村
南大東村（みなみだいとうそん）は、沖縄本島の約400 キロメートル (km) 東方に位置する南大東島を行政区画とする沖縄県の村。島尻郡に属する。
開村以来サトウキビの生産が村の中心的産業である。近年航空機の大型化などで観光客が容易に訪れることが可能になり、豊かな自然を生かした観光地としても注目されてきている。

## 地理
南大東島#地理を参照。

### 地域
南大東村として村制の前には5村に分かれた。村制時に各村が行政区となり、それに在所を加え、6行政区を設置した。なお、在所は池之沢村・南村・旧東村の各一部から新設された。
1966年、その行政区がそのまま字となり現在に至る。
- 池之沢（いけのさわ） -島の小中学校があり、 大東神社が鎮座している。
- 北（きた） - 観光地として整備された星野洞が存在する。
- 旧東（きゅうとう） - 南大東島村ビジターセンターが立地する。
- 在所（ざいしょ） - 南大東島の中心地。島内の商店の大半が立地している。
- 新東（しんとう） -海軍棒プールがあり、 秋葉神社が鎮座している。
- 南（みなみ） - 村役場が置かれている。

### 隣接している自治体
- 北大東村

## 歴史

### 沿革
- 1946年：アメリカ軍政開始。村制が施行され、南大東村となる。人口1,458人。
- 1964年：玉置半右衛門が入植者と交わした「入植者には30年後には現地の土地を与える」約束が、大日本製糖の元遂行され、島内の耕作地の所有者が島民であることが最終的に確認される。
- 1972年：沖縄返還に伴い日本に復帰する。
- 1974年：ケーブルテレビ局が開局する。
- 1979年：電話がダイヤル自動化され、市外局番は09802、市内局番は2となる。。
- 1984年：BS試験放送が始まり、島内でテレビ放送の同時視聴が可能となる。
- 1997年：南大東空港が移転し、従来の19人乗りDHC-6型機に代わり39人乗りのDHC-8-100型機が就航して那覇との交通が大幅に改善される。
- 1998年：地上波テレビ放送が始まる。
- 2007年：50人乗りのDHC-8-300機が就航し、従来から就航する39人乗りのDHC-8-100機と交互運用を開始する。
- 2011年：地上波デジタル放送が始まる。
- 2016年（平成28年）4月：既存5機の後継機として、ボンバルディア式DHC8-400型機カーゴ・コンビ仕様（Q400カーゴ・コンビ）を導入し、旅客と貨物の輸送力を拡充する。

## 行政
南大東村の村域は南大東島のみ（一島一村）である。村の財政は多くを国庫支出金や地方交付税に依存し、独自の財源の創出に注力している。サトウキビ農業の振興に力を入れている。新型コロナウイルス感染症に伴う観光業の低迷からの脱却を目指している。

## 経済

### 産業

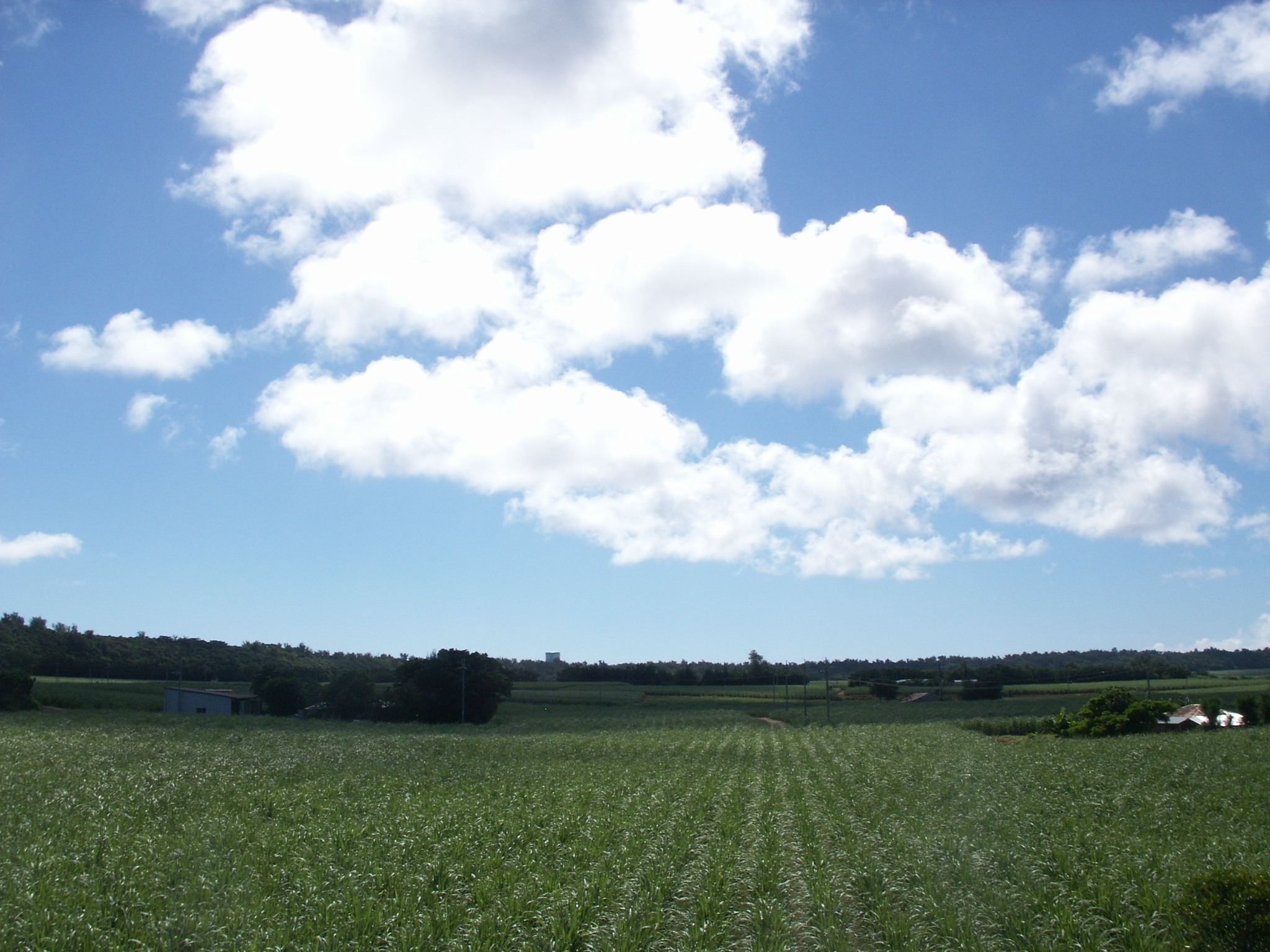
村内のサトウキビ畑

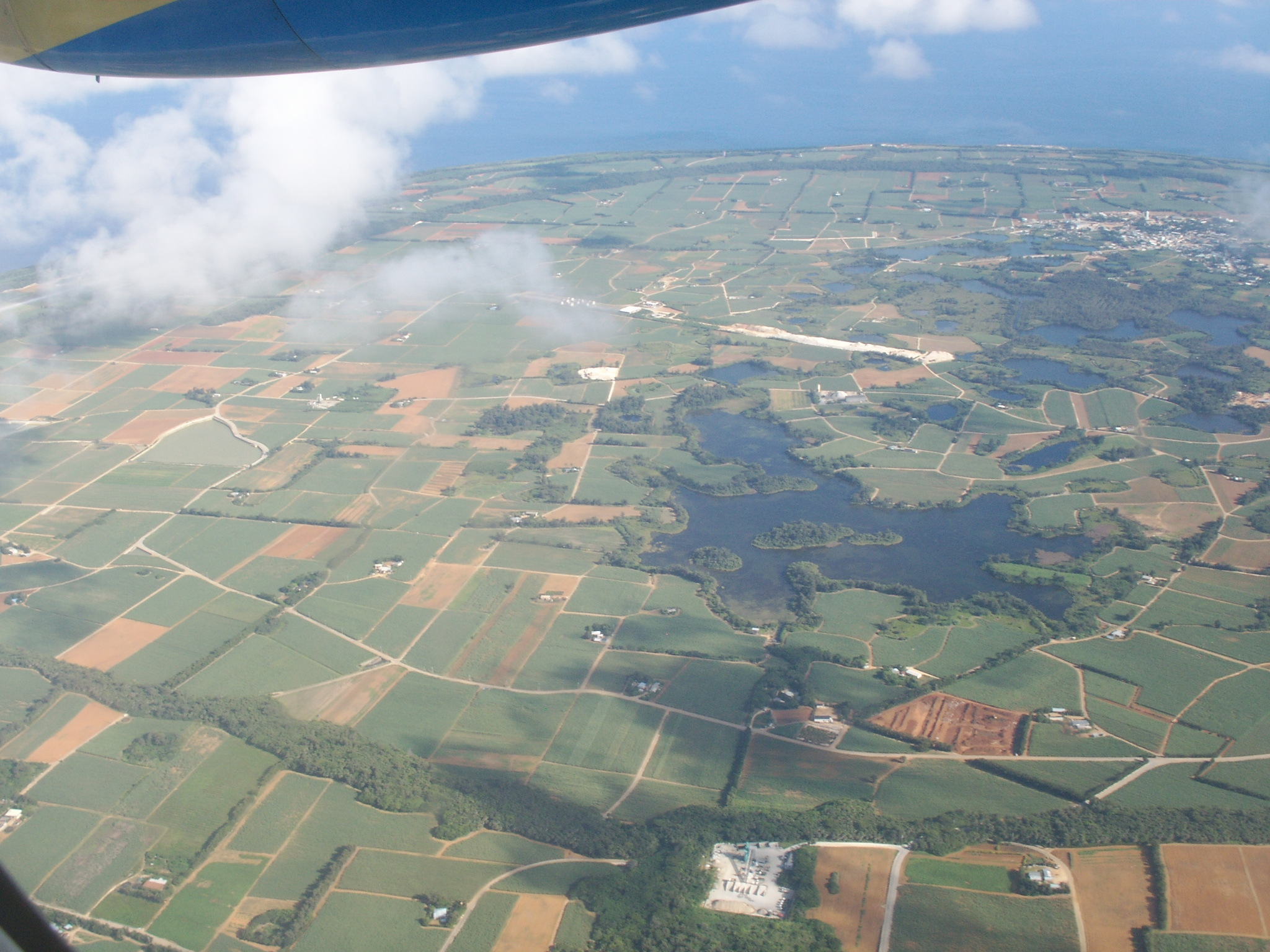
耕作可能な土地のほとんどはサトウキビ畑である

サトウキビ栽培を目的として開拓され、今日まで島の基幹産業はサトウキビ栽培と製糖業である。1984年（昭和59年）までは、大東糖業によるサトウキビ輸送のための専用鉄道（大東糖業南大東事業所の砂糖運搬専用軌道）も存在した。
農家一戸あたりの平均耕地面積は約8haと比較的大規模である。大規模なサトウキビ農業に支えられ、村民の平均所得は隣の北大東村と並んで県内で上位である。漁港が整備されるまで漁業はほとんど行われていなかったが、近年の漁港の整備と航空機材の大型化で販路が開拓され、マグロやカジキ等の漁業の拠点として注目されつつある。

### 名産・特産品
- ラム酒
  - 特産のサトウキビを使ったラム酒が、旧南大東空港ターミナル施設を活用して製造されている。沖縄県のベンチャー企業であるGRACE RUM社が「COR COR」というブランドで生産している。平日は施設見学も可能。
- 大東そば
  - 南大東島発祥の沖縄そば。油処理を行わない生麺のためコシが強く、うどんの如く太い。以前は島内で手打ちされていたが、現在は那覇市内の工場で作られている。
- 大東寿司
  - 八丈島の島寿司を起源とする握り寿司。寿司飯に醤油に漬け込んだサワラ等の魚とワサビを乗せて握る。那覇空港で空弁として販売されているほか、島内の商店や南大東空港の売店でもパックに入った大東ずしが販売されている。
- 大東ようかん
  - 大東ずし同様、八丈島から伝わったとされる。手作りで素朴な味のため土産品としての評価が高い。製造元はいくつかあり、商店や空港等で販売されている。沖縄は本来羊羹を食す風習はなく、伝統的産品の羊羹は沖縄県下で唯一である[2]。
- インガンダルマ（ダルマ）
  - 夜行性の深海魚。よく脂が乗り美味であるが、その脂は大部分が人体には吸収されないワックスエステルで、大量に摂取すると下痢や腹痛を起こしたり皮膚から脂が浸出する。法律で販売が禁止されているが実際は流通し、飲食店で「サービス」と称して提供されることがある。
- シージャーキー（マグロのミリン干し）
  - マグロで作られたスティック状の干し肉。マグロが取れる漁港周辺でしか流通しておらず、沖縄県では南大東島でしか手に入らない。島内の商店か空港で入手できる。

- 大東そば
- 大東寿司
- ダルマの刺身

### 観光業

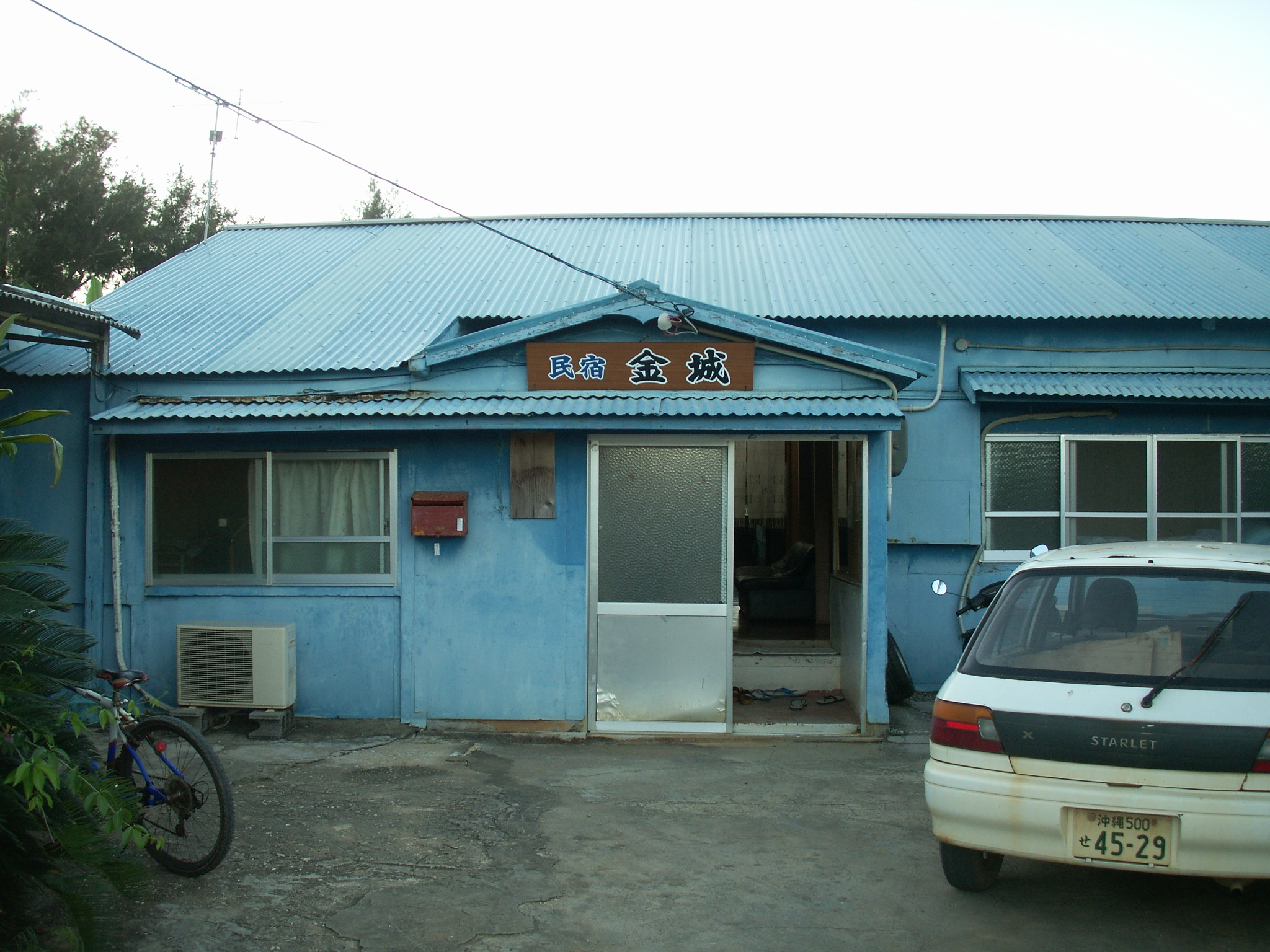
宿泊施設の一例（民宿金城）

宿泊施設は小規模なホテルと民宿が計3軒あり、空港や港への送迎のほか、レンタカー（自動車・バイク・自転車）の営業も行っている。このほか、西港を見下ろす高台にバンガローを備えたキャンプ場もある。
村内には居酒屋やビリヤード場やカラオケボックスなどの娯楽施設もある。
- ホテルよしざと・民宿よしざと
  - 島で一番の規模を持つホテル。秋篠宮夫妻が宿泊[3]した「特別室」もある。
- プチホテルサザンクロス
- 民宿金城
  - 宿泊料金は島で一番安価である。

### 金融機関
- JAおきなわ 南大東支店

### 郵便
南大東村内の郵便番号は、901-38xxである。
- 日本郵便 南大東郵便局（在所）[4]

## 地域

### 人口
| |                                          |  |
| 南大東村と全国の年齢別人口分布（2005年） | 南大東村の年齢・男女別人口分布（2005年） |  |
| ■紫色 ― 南大東村 ■緑色 ― 日本全国 | ■青色 ― 男性 ■赤色 ― 女性                |  |
| 南大東村（に相当する地域）の人口の推移 \| 1970年（昭和45年） \| 2,252人 \| \| \| 1975年（昭和50年） \| 1,710人 \| \| \| 1980年（昭和55年） \| 1,640人 \| \| \| 1985年（昭和60年） \| 1,504人 \| \| \| 1990年（平成2年） \| 1,399人 \| \| \| 1995年（平成7年） \| 1,473人 \| \| \| 2000年（平成12年） \| 1,445人 \| \| \| 2005年（平成17年） \| 1,448人 \| \| \| 2010年（平成22年） \| 1,442人 \| \| \| 2015年（平成27年） \| 1,329人 \| \| \| 2020年（令和2年） \| 1,285人 \| \| |                                          |  |
| 総務省統計局 国勢調査より |                                          |  |
| 1970年（昭和45年） | 2,252人                                  |  |
| 1975年（昭和50年） | 1,710人                                  |  |
| 1980年（昭和55年） | 1,640人                                  |  |
| 1985年（昭和60年） | 1,504人                                  |  |
| 1990年（平成2年） | 1,399人                                  |  |
| 1995年（平成7年） | 1,473人                                  |  |
| 2000年（平成12年） | 1,445人                                  |  |
| 2005年（平成17年） | 1,448人                                  |  |
| 2010年（平成22年） | 1,442人                                  |  |
| 2015年（平成27年） | 1,329人                                  |  |
| 2020年（令和2年） | 1,285人                                  |  |

村内に高等学校が存在せず、15歳から18歳の人口が極端に少ない。

### 教育
- 南大東村立南大東幼稚園
- 南大東村立保育園
- 南大東村立南大東小中学校[5]

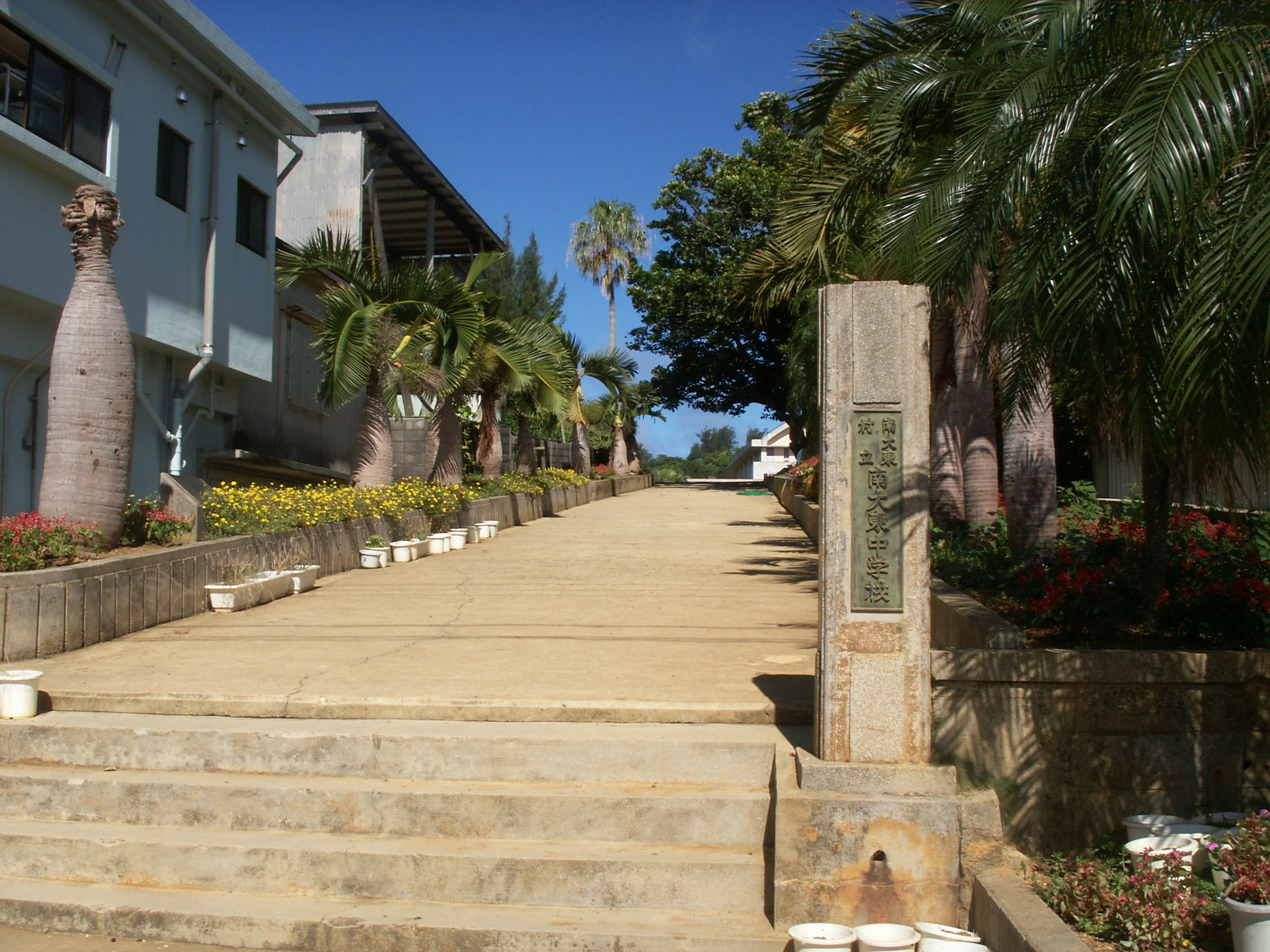
南大東村立南大東小中学校の校門

小中学校は同じ敷地内に中学校と小学校が併設された「小中併置校」で、小中一貫校ではない。南大東村は高等学校がなく、進学する卒業生は島を離れる。

## 交通

### 村外との交通

#### 空路
県庁所在地那覇市まで55分。

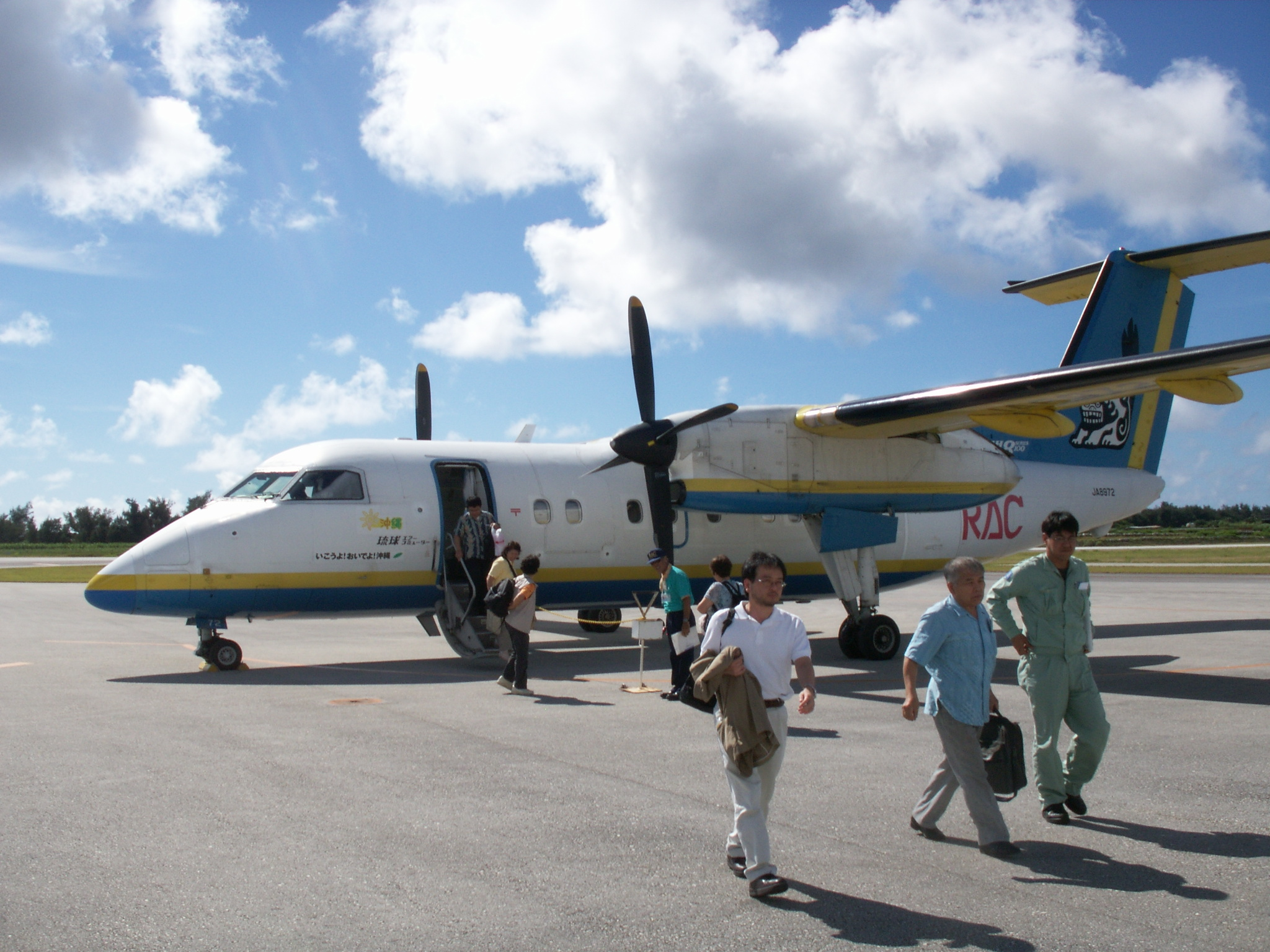
南大東空港に到着したRAC便

沖縄本島（那覇）と南大東を直航する便が琉球エアーコミューター (RAC) によって運航されている。機材はデ・ハビランド・カナダ製のDHC8-400CCが使用される。
- 南大東空港 - 那覇空港（所要約1時間）
  - コミューター航空の定期路線では世界最長の路線（約450km）である。[要出典]
  - 1日2便運航。積算マイルは223マイルである[7]。
  - 那覇発は往復の燃料を搭載し重量が嵩むため、定員以下しか搭乗できない。南大東発は定員まで搭乗出来る。南大東空港は着陸誘導灯がなく、冬期の日没後は着陸できず那覇に引き返すこともある[要出典]。

#### 船舶

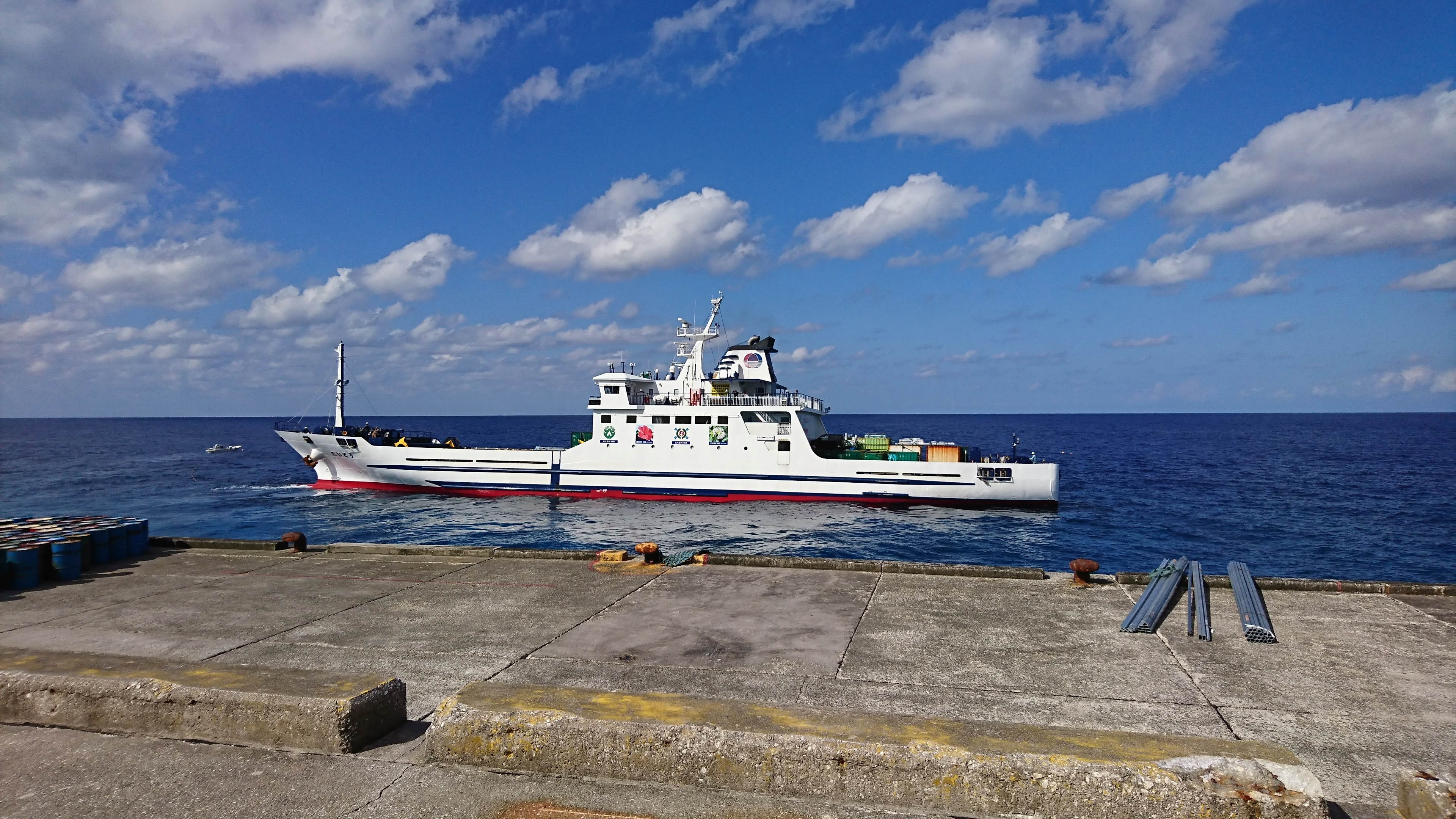
大東海運「だいとう」（2代）南大東港西地区で撮影

- 那覇港（泊港南岸） - 南大東島（南大東港西地区・北地区・亀徳地区）・北大東島（北大東港）
  - 大東海運の「だいとう」が、ほぼ5日おきに1便（週に1-2便、月に5-6便）運航。所要時間は約14時間半から16時間半。
  - 那覇と各島間を一筆書きに運航するが、島側の寄港順序は航海ごとに変わる。また、運航予定が予告なく頻繁に変更（最終の出港判断は当日の朝）される。
  - 岸から急に深くなっており防波堤が建設できないため、岸壁付近の波が激しく、船が大きくローリングして着岸できない。このため、陸岸側のボラードの他、沖側にも係船ブイを設け、岸壁から少し離れたところに船を固定する[8]。船が大きくローリングするため、乗降のためのタラップを設置できず、貨物だけでなく人もクレーンに吊り下げられた籠に乗って上陸する[8][9]。

※上陸については#観光も参照。
- クレーン上陸
- クレーン上陸
- だいとうにクレーンで積まれる軽自動車
- 使われているゴンドラ

### 村内交通
村内にバス・タクシー等の公共交通機関はないが、宿泊施設が有償輸送を行っている。
このほか、レンタカー業（自動車・バイク・自転車）が営まれている。

#### 道路
- 沖縄県道182号北南線
- 沖縄県道183号南大東飛行場線

## 名所・旧跡・観光スポット・祭事・催事

### 観光

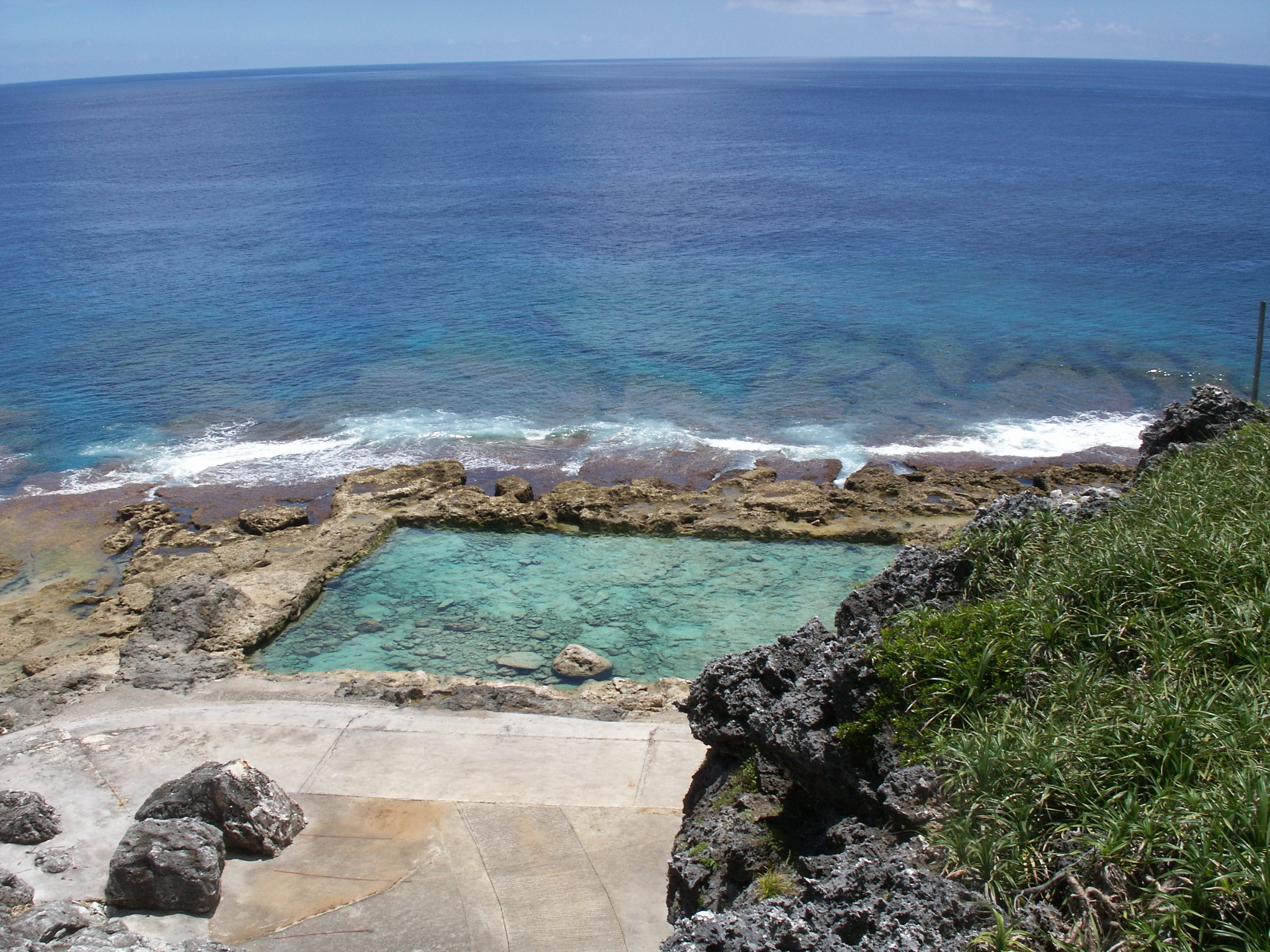
海軍棒プール

かつては「島外の人間がいると職務質問された」とまで言われるほどで滅多に観光客が訪れることがなかったが、1997年（平成9年）に南大東空港が拡張・移転したことにより大型のプロペラ機が就航したため、観光地としても注目されはじめている。全島サトウキビ畑の島だが、製糖期（12月-3月）を除き島内では島産の砂糖を入手出来ない。
- 星野洞（鍾乳洞）
  - 午前と午後に2時間ずつ開放。案内テープの入ったラジカセが貸し出される。鍾乳石は白く透き通っており、中でもストローと呼ばれる細く真っ直ぐに伸びた鍾乳石の発達は日本一とも言われている[10]。入場料800円。
- ふるさと文化センター
  - 企業自治時代からの南大東島を、様々な歴史資料とともに紹介。シュガートレイン関係や、島内限定で流通していた非常に珍しい自治通貨等を展示している。月曜休館（屋外展示のシュガートレインは自由に見学可能）。入場料200円。
- 気象庁 沖縄気象台南大東島地方気象台
  - 施設は一般開放していないが、平日の日中なら職員が応対してくれる（荒天時などを除く、要予約）。世界で920箇所ある高層気象観測拠点の1つであり、毎日8時30分と20時30分に上空3万メートルまで到達する観測気球を打ち上げている。
- 「だいとう」のクレーン上陸
  - 日本の定期航路では唯一となるクレーンで吊り上げられての乗下船は、観光資源としてパンフレットなどにも記載されている。おもに西港が利用されているが、波の向きによって使用する港が変更されるため、村内放送で入港予定が放送されている。村役場の職員が操縦するクレーンに吊り下げられての乗下船となるが、吊り下げられている時間は10秒に満たない。海の状態および荷役や旅客数によって、かごの代わりに作業用モーターボート[11]に直接乗せられることもある（この場合は救命胴衣の着用を求められる）。
- 海軍棒プール
  - 砂浜のない島のため、東海岸の岩場を削って作られた人工プール。南大東空港から車で5分。村中心街からは車で10分。海水が直接流れ込んでおり、魚も泳いでいてシュノーケリング向き。作られてから時間が経過しており、プール内に珊瑚が成長し始めている。干潮時のみプールとして使用可能。大波に注意。トイレはあるが、更衣室やシャワーはない。
- シュガートレイン
  - 1984年（昭和59年）に廃止されるまで戦後の沖縄県では（沖縄都市モノレールが開業する以前は）唯一かつ日本最南端の鉄道であった。現在は、ふるさと文化センターで機関車を保存しているほか、各所に廃線跡の遺構が残っており、案内パンフレットにも記載されている。
  - 2017年には観光列車で復活する予定だったが、事実上凍結されている。
- 日の丸山展望台
  - 島の中央部は窪んでいて海を見ることが出来ないが、標高56mの展望台からは見渡す限りサトウキビ畑の平原や北大東島も一望できる。なお、島の最高地点はこの展望台の南東に位置する給水塔付近であり、標高は75.2mである。
- 島まるごと館（ビジターセンター）
  - 旧空港跡地に建設。島の自然情報を紹介。また島での主に自然観察などの様々な活動を紹介している。入場料200円。
- 南大東島漁港（建設中）
  - 1985年（昭和60年）より建設が続いており暫定供用中。現在は沖合いに防波堤を作る作業を残すのみだが、海底の崖に防波堤を設置する難工事のため完成まで10年を予定する。展望台から北大東島が一望できる。周辺は釣り場で、サワラや時にはカジキマグロも釣れる。気象条件によってはごくまれに「だいとう」が利用することもある。

- 星野洞
- 南大東島気象台
- シュガートレイン
- 日の丸山展望台

## 放送・通信

### テレビ
1975年（昭和50年）にNHK沖縄放送局により放送試験局として開設され放送が開始され（コールサインはJO7D-TV）、航空便で発送されたNHK沖縄（制作部）の編集によるカセットテープ数本を、島民が数名交代で再生する形で、夕方4時間ほど放送された。
1984年5月、衛星放送の実験放送が開始されて他地域と同時放送が実現した。当時はNHKBS1のみの放送だったが、内容は総合テレビと同じだった。この日から全国の天気予報では南大東島の予報が表示されるようになった。テレビ放送はNHKのBSのみでケーブルテレビも未整備で、沖縄県内のローカルニュースや民放の番組が放送されず、沖縄本島でビデオ録画された番組をレンタルビデオとして貸し出す店もあった。
1998年から、東京都が小笠原諸島へ向けて送信に使用する通信衛星を利用し、放送が開始された。民放を含む地上波各局を視聴できるようになったが、元来は東京都内向けに利用されている電波であることから、沖縄の県域放送ではなく東京（関東広域圏）のものが放送されていた。沖縄県内に系列局がない日本テレビとテレビ東京は放送されない。沖縄県内の情報は電話回線（衛星回線）で電送され、随時字幕で表示される。
沖縄県は、2006年から開始されている地上デジタル放送では、沖縄本島から海底ケーブルが敷設されNHK、沖縄民放3局ともに、2011年7月初旬に試験放送開始、アナログ放送完全終了2日前の2011年7月22日に開局し、地元沖縄のテレビ局が視聴可能となった。これまでの間、北大東村と共に全域が地デジ難視対策衛星放送の対象地域になっていた。
テレビ中継局（TVの単位はCH）
| 所在地 （リモコンキーID） | 総合 （1） | 教育 （2） | RBC （3） | OTV （8） | QAB （5） |
| ------------------------- | ---------- | ---------- | --------- | --------- | --------- |
| 南大東                    | 32         | 27         | 34        | 36        | 38        |

（出力3W。南大東島全域と北大東島の一部地域をカバーしているほか、北大東局への伝送もしている）

### ラジオ
親局が中波を用いる放送局 (AM) は、昼間は沖縄本島の親局から受信可能であるものの、夜間は同局が電離層により日本国外の放送と混信するため受信が困難（かわりに他県の放送は電離層により受信が可能）だったが、2007年4月1日にNHKラジオ第1放送と、民放の琉球放送 (RBCi) とラジオ沖縄 (ROK) の中継局がFM波によって開局し、昼夜問わず良好な受信が可能となった。
親局が超短波を用いる放送局 (FM) は終日受信不可。かつてのアナログテレビ放送と同様に技術的な面からNHK-FM放送・FM沖縄も含めて設置の予定はないが、NHK-FM放送は2011年9月からNHKネットラジオ らじる★らじる、FM沖縄は2017年10月からradikoでインターネットによる同時配信で聴取が可能となっている。衛星放送 (BS・CS) によるラジオ放送や短波放送（ラジオNIKKEI）・NHK国際放送（NHKワールド・ラジオ日本）は終日受信可能。
ラジオ中継局（単位はMHz）
| 所在地 | NHK1 | RBCi | ROK  |
| ------ | ---- | ---- | ---- |
| 南大東 | 83.5 | 81.4 | 79.6 |

（出力はいずれも100Wと高く、周辺海域でも受信は可能）

### 通信
携帯電話はNTTドコモのmova、FOMA（FOMAプラスエリア対応機種）のみ通話可能だったが、auも通話可能になった。
公衆電話は少なく、空港やAコープなど数箇所のみ設置。

## ギャラリー
- 南大東島漁港展望台記念碑
- シュガートレイン廃線跡
- さとうきび畑に囲まれた大池展望台
- 海軍棒プール
- さとうきび畑
- 南大東島気象台、高層気象観測気球打ち上げ機器
- 西港に沈む夕陽
- シュガートレインの残レール